# かわいさとみ
かわい さとみ（1969年2月14日 - ）は、日本の元グラビアアイドル、元AV女優。1986年から1992年頃にかけて活動した。
活動初期には北原美穂（美枝）を名乗っていた。また、モモコクラブ桃組の一員の「伊藤美穂」（1780番）として活動した時期もある。

## 経歴
神奈川県出身、横浜育ち。1986年、「北原美穂」として白夜書房の『オトメクラブ』1986年7月号に水着グラビアが掲載され、同年9月号ではヌードを含む巻頭特集が組まれる。同年、「北原美枝」と改名し、写真集『花・図・鑑―北原美枝17歳』が発売された。
1987年、英知出版の『Beppin』1987年4月号で「かわいさとみ」として再デビュー。
同年9月には、宇宙企画から単体デビューAV『ぼくの太陽』が発売される。かわいさとみ唯一のカラミのシーンが収録された本作は、ソフトな内容にもかかわらず、16,000本という爆発的なセールスを記録し、オリコンのビデオ部門のヒットチャートでAVとしては初めてトップ10にランクインした。北原美枝時代に撮影されたAV『ブルーアイランドの風』も、デビュー作のヒットを受け、「かわいさとみ」名義で発売された。
以後はグラビアや、『オールナイトフジ』などテレビの深夜番組での活動が中心となり、宇宙企画から発売された2作目、3作目のビデオもヌードシーンが収録されるにとどまった。
1988年9月には、シングル『月影・SOINE・CLUB』とアルバム『TYPE=B』で歌手デビューし、全国キャンペーンを展開。同年11月には立正大学、早稲田大学、東京電機大学などの学園祭にも出演している。
1992年のOV作品『怪獣の観た夢』に出演したのを最後に、表舞台から姿を消す。
宇宙企画時代のAV作品は、『黄金伝説 かわいさとみ』（2002年）、『宇宙企画Classics─かわいさとみCOMPLETE BOX』（2005年）として、また『ブルーアイランドの風』は『かわいさとみ Memoriesプレミアム』（2007年）としてDVD化されている。
また2007年には、「宇宙企画25周年 プレミアムBOX 12時間 かわいさとみから糸矢めいまで63人スペシャル」が発売された。

## 出演

### アダルトビデオ（オリジナル作品）
- MAGAZINE VIDEO La-Rouge PART 2（1987年8月23日、宇宙企画） - 7人出演のマガジンビデオ
- ぼくの太陽（1987年9月13日、宇宙企画） - 第2回タモリ倶楽部ビデオ大賞［特別賞］受賞
- ブルーアイランドの風（1987年10月9日、東京映像 / 学園社）
- 七色の誘惑（1988年2月13日、宇宙企画）
- ふしぎな瞬間（1988年9月21日、宇宙企画）
- フレンチキッスをやさしく（1990年、株式会社アールエーシー / プライマル） - 日向まこ との共演

### アダルトビデオ（主な編集作品）
- ラブレター（1988年7月1日、学園社） - 3人（他は日向まこ・高橋めぐみ）のオムニバス・『ブルーアイランドの風』の未収録シーン含む
- 引き潮 -気づいた時が恋-（エクセルプランニング） - 『ブルーアイランドの風』の再発売

他、エレガンスと云う会社から『ビデオ・プリンセス ビッグワン』『ザ・スーパーアイドル』という作品が発売されている。

### DVD
- 黄金伝説 かわいさとみ（2002年10月12日、ベストパートナーズ） - 宇宙企画時代の単体作品3作を1枚に収録
- 宇宙企画Classics─かわいさとみCOMPLETE BOX（2005年10月28日、宇宙企画） - 宇宙企画時代の単体作品3作、『La-Rouge PART 2』の出演部分を3枚組で収録
- かわいさとみ Memoriesプレミアム ヘア露出バージョン（2007年12月25日、ロデオドライブ） - 『ブルーアイランドの風』再編集版

### 映画
- 乙女物語 あぶないシックスティーン（1990年9月15日、配給：バンダイ）

### オリジナルビデオ
- 怪獣の観た夢（1992年4月10日、日映（販売：マクザム））

### バラエティ番組
- ビートたけしの全日本お笑い研究所（Let's Go 南野くん）
- タモリ俱楽部（第2回）

## 音楽作品

### シングル
- 月影・SOINE・CLUB c/w パンセ（空の底）（1988年9月21日、ビクター）
- Blue Valentine c/w Valentine あなただけ （1989年2月14日、ビクター）
- 寂しさがほほえむ c/w 太陽のプレゼント （1989年7月21日、ビクター）

### アルバム
- TYPE=B（1988年9月21日、ビクター）
- Words（1989年8月21日、ビクター）

### ミュージックビデオ
- かわいさとみ1st（1989年2月21日、ビクター）
- Words〜Till today from tomorrow（1989年9月1日、ビクター）

## 書籍

### 写真集
- 撮影：古川晴彦『花・図・鑑―北原美枝17歳』白夜書房〈オトメクラブ9月号増刊〉、1986年9月。 - 北原美枝名義
- 撮影：前場輝夫『絵日記―かわいさとみ写真集』英知出版〈美少女館シリーズ39〉、1987年8月20日。ISBN 4-7542-1039-5。国立国会図書館書誌ID:000001869728。
- 撮影：若杉憲司『とおり道―かわいさとみ写真集』英知出版〈英知ムック61〉、1988年2月25日。国立国会図書館書誌ID:000001917504。[注釈 1]
- 撮影：藤田健五『想い出の瞬間（とき）―かわいさとみ写真集』英知出版〈EICHI MOOK 74〉、1988年12月20日。国立国会図書館書誌ID:000001950731。
- 撮影：前場輝夫『美少女読本 かわいさとみ』英知出版〈EICHI MOOK 78〉、1989年1月25日。国立国会図書館書誌ID:000001955576。
- 撮影：平地勲『転生・回顧 かわいさとみ』スコラ〈別冊スコラ12〉、1989年8月29日。ISBN 4-7962-9001-X。国立国会図書館書誌ID:000002004152。

## ゲーム
- かわいさとみのなかよくしてネ（1988年4月発売、英知出版/宇宙企画、PC-8800シリーズ用、脱衣ポーカーゲーム、ポケット写真集&解説書付き）